# Mathildeordenen
Mathildeordenen (fransk: Ordre de Mathilde) var en dansk orden indstiftet af dronning Caroline Mathilde 29. januar 1771. Indstiftelsesdatoen var kong Christian 7. fødselsdag. Ordenen blev tildelt medlemmer af kongefamilien og en snæver kreds ved hoffet, i særdeleshed dem som var tilknyttet dronningen og Johann Friedrich Struensee. Ordenen fik statutter med syv artikler, skrevet på fransk. Den havde én klasse. Mathildeordenen kom til ophør i 1772 da dronningen, sammen med Struensee, blev fængslet. Kongen og dronningen blev skilt ved dom, og Caroline Mathilde blev sidst i maj 1772 sendt ud af landet.

## Insignier
Ordenstegnet for Mathildeordenen bestod af dronningens monogram, bogstavet M omgivet af en ring og to myrtegrene. Ordenstegnet bar en kongekrone øverst. Det var kostbart udstyret med 23 rosensten i ringen rundt om monogrammet og med ni perler på hver af de grønemaljerede grene. Ordenstegnet var ophængt i et rosenrødt bånd med tre sølvstriber. Ordenen blev båret i et bånd om halsen af herrer og i en sløjfe på brystet af damer.
Der blev også lavet en ordensring, én til kongen og én til Struensee.

## Tildeling
Ordenen blev uddelt samme dag, som den blev indstiftet, til deltagere ved fødselsdagsmiddagen til kongens ære. I tillæg til dronningen og hendes mand blev ordenen ved denne anledning tildelt enkedronning Juliane Marie, arveprins Frederik, Struensee, generalløjtnant Peter Elias von Gähler og hans kone Christine Sophie, generalløjtnant Schack Carl greve Rantzau–Ascheberg, baronesse Caroline Schimmelmann, grevinde Amalie Sophie Holstein og kammerherre Enevold Brandt. Ordenens tolvte medlem, Louise von Plessen, som tidligere var overhofmesterinde for dronningen, fik ordenstegnet tilsendt til sit hjem i Celle.